# Lajos Szűcs (fotbalista, 1943)
Lajos Szűcs (10. prosince 1943, Apatin – 12. července 2020, Budapešť) byl maďarský fotbalista.
Hrál na postu obránce za Dorogi Bányász, Ferencváros, Honvéd a Vasas. Získal medaili na OH 1968 a 1972 a byl na ME 1972.

## Hráčská kariéra
Lajos Szűcs hrál na postu obránce za Dorogi Bányász, Ferencváros, Honvéd a Vasas.
Za Maďarsko hrál 37 zápasů a dal 2 góly. Získal zlato na OH 1968 a stříbro na OH 1972 a byl na ME 1972.
Byl vyhlášen maďarským fotbalistou roku 1968 a roku 1971.

## Úspěchy

### Klub
Ferencváros
- Maďarská liga (2): 1967, 1968
- Finále Veletržního poháru: 1967/68

### Reprezentace
Maďarsko
- 1. místo na OH: 1968
- 2. místo na OH: 1972

### Individuální
- Maďarský fotbalista roku (2): 1968, 1971